# کلود دو ژیوره
کلود دو ژیوره (به فرانسوی: Claude de Givray) فیلم‌نامه‌نویس فرانسوی است. از او فیلمنامه‌های زیادی منتشر شده‌است. او فیلمنامه دزد کوچک را همراه با فرانسوا تروفو نوشته‌است.